# I Muppet
I Muppet (The Muppets) è un film del 2011 diretto da James Bobin e con protagonisti i Muppet, Jason Segel, Amy Adams, Chris Cooper e Rashida Jones. È il primo film sui Muppet ad uscire nelle sale dopo dodici anni dall'uscita di I Muppets venuti dallo spazio.

## Trama
Sotto il Teatro dei Muppet è stato trovato del petrolio e perciò il petroliere Tex Richman vuole raderlo al suolo per perforare ed estrarre l'oro nero. Walter, il più grande fan del mondo dei Muppet con suo fratello Gary e la fidanzata di quest'ultimo Mary vengono a conoscenza del piano di Tex Richman e, volendo fermarlo, decidono di mettere in scena il Muppet Telethon, con il quale vogliono raccogliere i dieci milioni di dollari necessari per salvare il teatro. Al fine di mettere in scena lo spettacolo Walter, Mary e Gary devono aiutare Kermit a riunire i Muppets, che si sono separati e hanno preso tutti una strada diversa.

## Produzione
Il progetto del film iniziò nel 2008, quando Jason Segel e Nicholas Stoller presentarono al vice presidente esecutivo della Disney Kristin Burr una sceneggiatura per un nuovo film sui Muppet. Nel marzo dello stesso anno venne confermato che la Disney aveva firmato un accordo con i due sceneggiatori e che lo stesso Stoller si sarebbe occupato anche della regia del film. Nel giugno del 2008 Segel annunciò che la prima stesura della sceneggiatura era stata completata e che la storia del film avrebbe visto i Muppet mettere in scena un nuovo spettacolo per salvare il loro studio.
Inizialmente il film doveva intitolarsi The Greatest Muppet Movie Ever Made e, a causa di una fuga di notizie sulla sceneggiatura, si venne a sapere che nel cast sarebbero stati presenti cameo di molti attori famosi come Vince Vaughn, Jon Favreau, Christian Bale, Ben Stiller, Steve Carell, George Clooney, Jack Black, Mel Brooks, Matt Damon, Anne Hathaway, Emily Blunt, Rachael Ray, Bob Saget, Lisa Lampanelli, Jeff Ross e Charles Grodin. Nonostante inizialmente fosse stato confermato che a dirigere il film sarebbe stato Nicholas Stoller, nel gennaio del 2010 venne annunciato che il regista del film sarebbe stato James Bobin. Nel luglio dello stesso anno venne annunciato che il team di produzione del film si era incontrato con i responsabili creativi della Pixar per mettere a punto la sceneggiatura. Successivamente, ad ottobre, venne comunicato che Amy Adams, Chris Cooper e Rashida Jones sarebbero stati i protagonisti del film, unendosi così al già confermato Jason Segel. Nei mesi successivi trapelarono numerose indiscrezioni su attori che avrebbero partecipato al film in vari cameo e, tra gli altri, vennero fatti i nomi di Emily Blunt, Ricky Gervais, Zach Galifianakis, Steve Carell, Ed Helms, Billy Crystal, Jack Black, Jean-Claude Van Damme, Alan Arkin e Dave Grohl. Alcuni di queste illazioni (come ad esempio la partecipazione degli attori Paul Rudd, Jane Lynch, Jean-Claude Van Damme e Charles Grodin) vennero successivamente smentite, molte altre invece vennero confermate. I cameo confermati sono quelli di Zach Galifianakis, Alan Arkin, Billy Crystal, Kathy Griffin, Ricky Gervais, Emily Blunt, Jack Black, Mickey Rooney, Mila Kunis, Danny Trejo, French Stewart, Neil Patrick Harris, Whoopi Goldberg, Jim Parsons, Sarah Silverman, Selena Gomez, John Krasinski, Wanda Sykes, Rico Rodriguez, Eddie Pepitone, Dave Grohl, James Carville, Judd Hirsch e Sterling Knight.

## Distribuzione
Il film è stato presentato in anteprima mondiale il 4 novembre 2011 durante il Savannah Film Festival. È stato distribuito negli Stati Uniti il 23 novembre 2011, mentre in Italia la distribuzione prevista inizialmente a partire dal 4 gennaio 2012, venne posticipata di quasi un mese, slittando al 3 febbraio 2012. Inizialmente il film sarebbe dovuto uscire negli Stati Uniti il 25 dicembre 2011, ma fu successivamente spostato nella settimana del Giorno del Ringraziamento.
Jason Segel e Amy Adams nel marzo 2011 hanno preso parte al CinemaCon per promuovere il progetto, presentando diverse clip del film. Altre clip del film sono state mostrati alla Suffolk University nell'aprile 2011.
Il primo full-trailer ufficiale in lingua inglese è uscito il 17 giugno 2011, mentre il 12 luglio 2011 è stato distribuito il primo trailer italiano. Un secondo full-trailer in inglese è stato distribuito online il 13 ottobre 2011.

### Marketing
Nel maggio 2011 Kermit la rana ha partecipato alla prima mondiale di Pirati dei Caraibi - Oltre i confini del mare a Disneyland per promuovere l'imminente uscita dei film.
Un trailer-parodia del film è stato proiettato con il film Pirati dei Caraibi - Oltre i confini del mare, ed è stato poi pubblicato su internet sotto il falso nome di Green With Envy. Altri due trailer parodia sono stati pubblicati tra maggio e giugno 2011: il primo è una parodia di Una notte da leoni 2 dal titolo The Fuzzy Pack, mentre il secondo è una parodia del film Lanterna Verde dal titolo Being Green. Il 16 settembre è stato distribuito un terzo trailer parodia dal titolo The Pig with the Froggy Tattoo che si ispira al primo teaser trailer del film Millennium - Uomini che odiano le donne. Infine il 27 ottobre 2011 è stato messo online il "trailer parodia finale", cioè un trailer della durata di due minuti che fa il verso ad alcuni dei film più attesi del 2011, tra cui Paranormal Activity 3, Il gatto con gli stivali, Happy Feet 2 e The Twilight Saga: Breaking Dawn - Parte 1.

## Accoglienza

### Incassi
Contro un budget di 45 milioni di dollari, I Muppets ne ha incassati 88 milioni in Nord America e 75 milioni nel resto del mondo, per un totale di $165,184,237.

### Critica
Il film è stato accolto caldamente dalla critica. Sul sito Rotten Tomatoes detiene il 96% di recensioni professionali positive, basato su 209 recensioni e con una media dei voti di 8/10. Su Metacritic ha un punteggio di 75 su 100, basato su 37 recensioni. Il critico Roger Ebert ha dato al film tre stelle su quattro, lodando i Muppets rivitalizzati e le loro personalità distinte.

## Curiosità
Nel film Emily Blunt fa un cameo come segretaria di Miss Piggy la quale è divenuta direttrice di Vogue Paris, e interpreta un ruolo molto simile a quello de Il diavolo veste Prada. Inoltre entrambe hanno la celebre capigliatura a caschetto tipica del direttore della rivista Anna Wintour, come omaggio a lei.

## Riconoscimenti
- 2012 - Premio Oscar
  - Miglior canzone (Man Or Muppet) a Bret McKenzie
- 2011 - Satellite Award
  - Nomination Miglior film d'animazione o a tecnica mista
  - Nomination Miglior canzone originale a Bret McKenzie (Life's A Happy Song)
  - Nomination Miglior canzone originale a Bret McKenzie (Man Or Muppet)

## Sequel
Nel 2014 è uscito il sequel del film, intitolato Muppets 2 - Ricercati.